# Петров, Василий Александрович (архитектор)
Василий Александрович Петров (31 марта 1916 — 1992) — советский архитектор.

## Биография
В 1933—1939 годах учился в Институте живописи, скульптуры и архитектуры (ИЖСА). 
Преподавал в ЛВХПУ имени В. И. Мухиной,профессор, заведующий кафедрой "Интерьер и оборудование".
Впервые в СССР в 1967 году занял должность Главного художника города.(Ленинграда)

## Проекты и постройки
- Шлюз Угличского гидроузла (1939 г.; соавтор С. М. Бирюков).
- Эксплуатационный посёлок и эксплуатационный квартал Угличского гидроузла (1939 г.; соавторы: С. М. Бирюков; В. Н. Федорова).
- Жилые дома по Большой Морской ул., № 3, 4, 5, 6 и 7 в Севастополе (1948—1950 гг.).
- Волго-Балтийский судоходный канал (1952—1953 гг.; руководитель Л. М. Поляков, соавторы — сотрудники ленинградского отделения «Гидропроекта»: Л. М. Банщиков, А. И. Горицкий, А. В. Иконников, Р. П. Костылев, Л. Т. Липатов, К. М. Митрофанов, Г. С. Никулин, Г. Ф. Пересторонина, З. Ф. Семенова, М. В. Смагина, Г. А. Шароваров, П. Р. Ясенский; после смерти И. В. Сталина стройка заморожена; канал построен по другому проекту в 1956—1964 гг.).
- Станция метро «Пушкинская» в Ленинграде (1950—1955 гг.; соавтор Л. М. Поляков; скульптор М. К. Аникушин; художник М. А. Энгельке).
- Памятник А. С. Пушкину на пл. Искусств в Ленинграде (скульптор М. К. Аникушин; 1957 г.).
- Памятник Дмитрию Прянишникову в Москве (скульпторы Ольга Квинихидзе и Гавриил Шульц, 1973 г.)
- Подземный зал станции метро «Московские ворота» в Ленинграде (1961 г.; соавторы К. М. Митрофанов, А. И. Горицкий, инженер В. И. Акатов).